# Polèmica del barco
La polèmica del barco és una polèmica sorgida els anys vuitanta del segle xx sobre el model lingüístic que havia d'adoptar la llengua catalana. L'enfrontament el van protagonitzar, d'una banda, lingüistes partidaris d'un model basat en la llengua parlada del moment (català light) i, de l'altra, lingüistes partidaris d'un català no castellanitzat basat en la proposta de Pompeu Fabra (català heavy). El mot barco (vaixell) es va convertir en la insígnia dels partidaris de la primera postura.

## Antecedents
Amb el final del franquisme, l'aprovació de l'Estatut el 1979 va restablir l'oficialitat de la llengua catalana, juntament amb el castellà. Feia més de quaranta anys que Pompeu Fabra havia presentat la seva proposta normativa (el Diccionari General de la Llengua Catalana, del 1932, i la Gramàtica en la versió final, del 1933), que havia romàs estroncada amb la fi de la Guerra Civil. La prohibició d'usar el català durant la dictadura havia provocat un trencament entre el català real i el català oficial, cosa que dificultava la tasca d'establir una llengua estàndard moderna per a l'administració pública, els mitjans de comunicació, la universitat, etc.

## La polèmica
L'any 1986 Xavier Pericay i Ferran Toutain van publicar el llibre Verinosa llengua, que es va convertir en el manifest intel·lectual dels partidaris del català light. Els autors hi criticaven que el català que feien servir molts escriptors i professionals de la llengua era massa artificiós i arcaic, i reclamaven així un estàndard fixat a partir de l'ús real de la llengua. També lamentaven que l'Institut d'Estudis Catalans (IEC) hagués canonitzat la proposta lingüística de Pompeu Fabra fins al punt de convertir-la en intocable.
En aquest context, el periodista Joan Barril va inventar les etiquetes “català light”, per referir-se al model de Pericay i Toutain, i “català heavy”, per al dels intel·lectuals que ells criticaven. Pericay i Toutain, juntament amb altres assessors lingüístics dels mitjans de comunicació en català de l'època, com ara Ricard Fité, Oriol Camps i Carles Camps Mundó, van crear el Grup d'Estudis Catalans (GEC) per expressar el descontentament que sentien per l'autoritat oficial en matèria lingüística. El 1992 el GEC va publicar El barco fantasma (1982-1992), un aplec d'articles publicats prèviament en diversos mitjans, seguit d'una «Proposta del GEC al IEC» que contenia una llista de paraules que els autors proposaven d'incloure en el diccionari de l'IEC i que va acabar d'atiar la polèmica. Entre aquests mots hi constava, és clar, barco: consideraven que tot i ser d'origen castellà havia estat durant segles una paraula prou usual perquè fos admesa pel diccionari normatiu.

## Actualitat
La publicació l'any 1995 del nou diccionari normatiu, el Diccionari de la llengua catalana de l'IEC, va tancar en certa manera la polèmica del català light i el català heavy. El diccionari va donar entrada a castellanismes històrics com entregar, guapo o monyo, però l'IEC no hi va admetre barco. Els mitjans de comunicació de la Corporació Catalana de Ràdio i Televisió van decidir adoptar els criteris del GEC, i es va acabar imposant com a estàndard oral un català basat en l'«ús real». L'edició actual del diccionari normatiu de l'IEC, consultable en línia, no recull el nom barco. No obstant això, el Diccionari normatiu valencià de l'Acadèmia Valenciana de la Llengua, en línia des de 2014, sí que inclou barco com a paraula plenament normativa en l'àmbit valencià, si bé la seva entrada al diccionari remet a vaixell, que en conté la definició.